# Norges handelshøyskole
Norges handelshøyskole – NHH, (eng: Norwegian School of Economics), grundades 1936 i Bergen, Norge. Antagning till NHH är den mest selektiva inom företagsekonomi i Norge och bland de mest selektiva av alla utbildningar som erbjuds i Norge. NHHs grundutbildning rankas konsekvent bland de mest populära förstahandsvalet för studenter som ansöker till grundutbildning i Norge och var det mest populära förstahandsvalet för alla grundutbildningsprogram som erbjuds i Norge 2020, med mer än 2100 förstahandsansökningar (och mer än 5000 totalt) för 500 platser. 
Skolan deltar i utbytesprogram med mer än 170 utländska handelshögskolor och universitet i över 50 länder, och cirka 40 procent av skolans elever spenderar minst en termin på utbyte. Skolan är medlem i CEMS-the Global Alliance in Management Education / CEMS (den globala alliansen för ledarskapsutbildning) och är ackrediterad av, AACSB, EQUIS  och AMBA och erhåller därav en så kallad Triple Crown-ackreditering.

## Historia
Traditionellt, lärdes ekonomi som en akademisk disciplin endast vid universiteten i Norge (främst universitetet i Oslo, där den först uppfattades som en underdisciplin av juridik under 1800-talet) medan företagsekonomi inte betraktades som en akademisk disciplin, och hade därav inte något formellt utbildningsprogram tillgängligt. NHH grundades för att erbjuda den första formella utbildningen i företagsekonomi i Norge.

## Partneruniversitet
Idag är NHH en del av ett globalt nätverk av handelshögskolor och universitet. Internationella partnerinstitutioner inkluderar:
- Columbia University
- Cornell University
- University of California, Berkeley
- New York University
- Duke University
- HEC Paris
- Bocconi University
- London School of Economics
- Imperial College London

## Lista med rektorer
1. Ingvar Wedervang, 1936–1956
2. Eilif W. Paulson, 1956–1957
3. Rolf Waaler, 1957–1963
4. Dag Coward, 1964–1972
5. Olav Harald Jensen, 1973–1978
6. Gerhard Stoltz, 1979–1984
7. Arne Kinserdal, 1985–1990
8. Leif Methlie, 1990–1995
9. Carl Julius Norstrøm, 1995–1998
10. Victor Norman, 1999–2001
11. Per Ivar Gjærum, 2001–2005
12. Jan I. Haaland, 2005–2013
13. Frøystein Gjesdal, 2013–2017
14. Øystein Thøgersen, 2017–

## Academia
Skolan erbjuder ett treårigt grundutbildningsprogram i nationalekonomi och företagsekonomi, undervisat på norska. De flesta studenter fortsätter sina studier med en tvåårig masterexamen. NHH erbjuder nio masterprofiler:
- Financial Economics
- Accounting
- Business Analytics
- Business Analysis and Performance Management
- Economic Analysis
- Marketing and Brand Management
- Economics
- Strategy and Management
- Energy, Natural Resources and the Environment

## Ranking
- 2017 rankades NHH bland de 101-150:e bästa universiteten i världen av QS Rankings. [3]
- År 2017 rankades NHH som den 35:e bästa europeiska Handelshögskolan av Financial Times.[4]
- År 2021 rankades NHH som den 55:e bästa europeiska Handelshögskolan, inom Master's in Management rankades NHH på plats 87 i världen och deras Executive MBA på plats 98 i världen av Financial Times.[4]
- År 2022 rankades NHH på plats 26 i världen inom Executive Education Open programs och på plats 65 i världen på Executive Education Customised programs av Financial Times.[5]

## Alumner och Fakultet

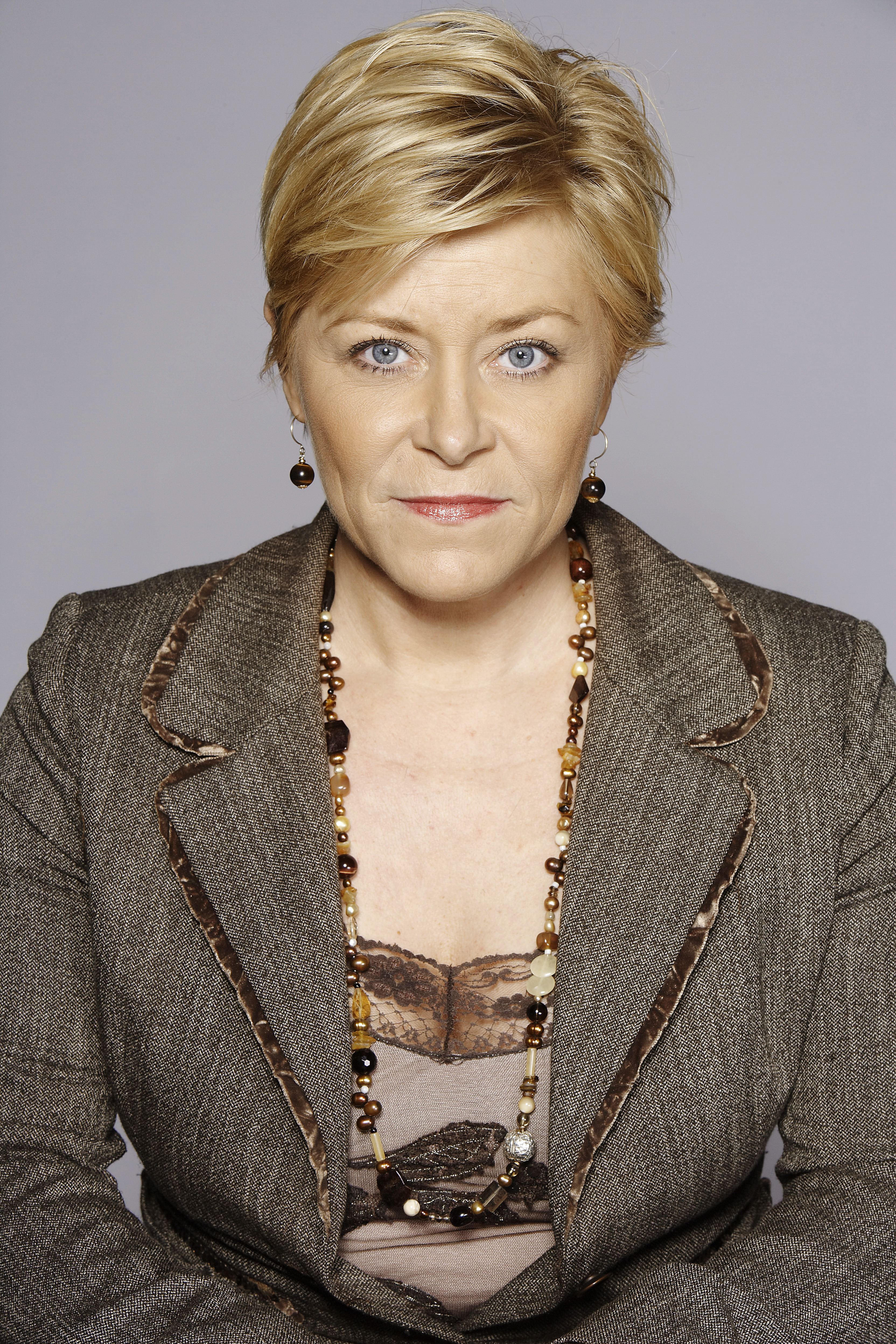
Siv Jensen, partiledare för Fremskrittpartiet och Norge's Finansminister

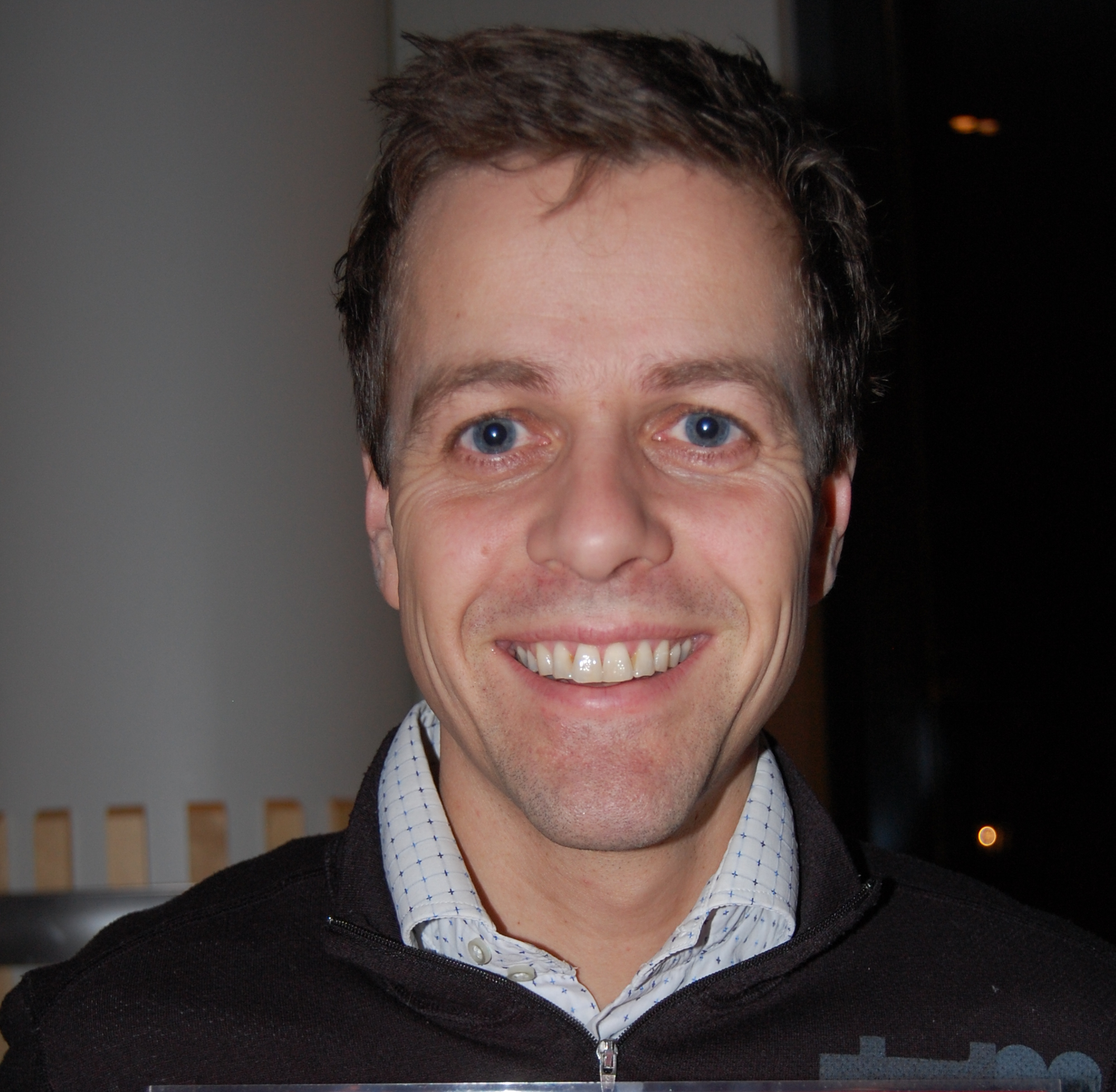
Knut Arild Hareide, f.d. partiledare av Kristelig Folkeparti

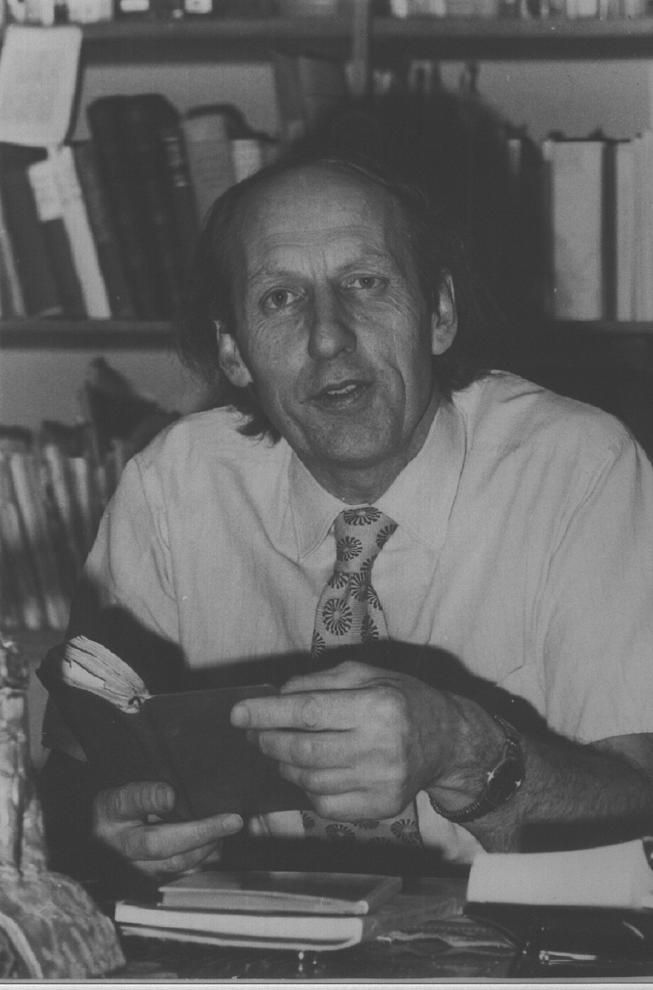
Thorolf Rafto, aktivist och professor i ekonomisk historia.

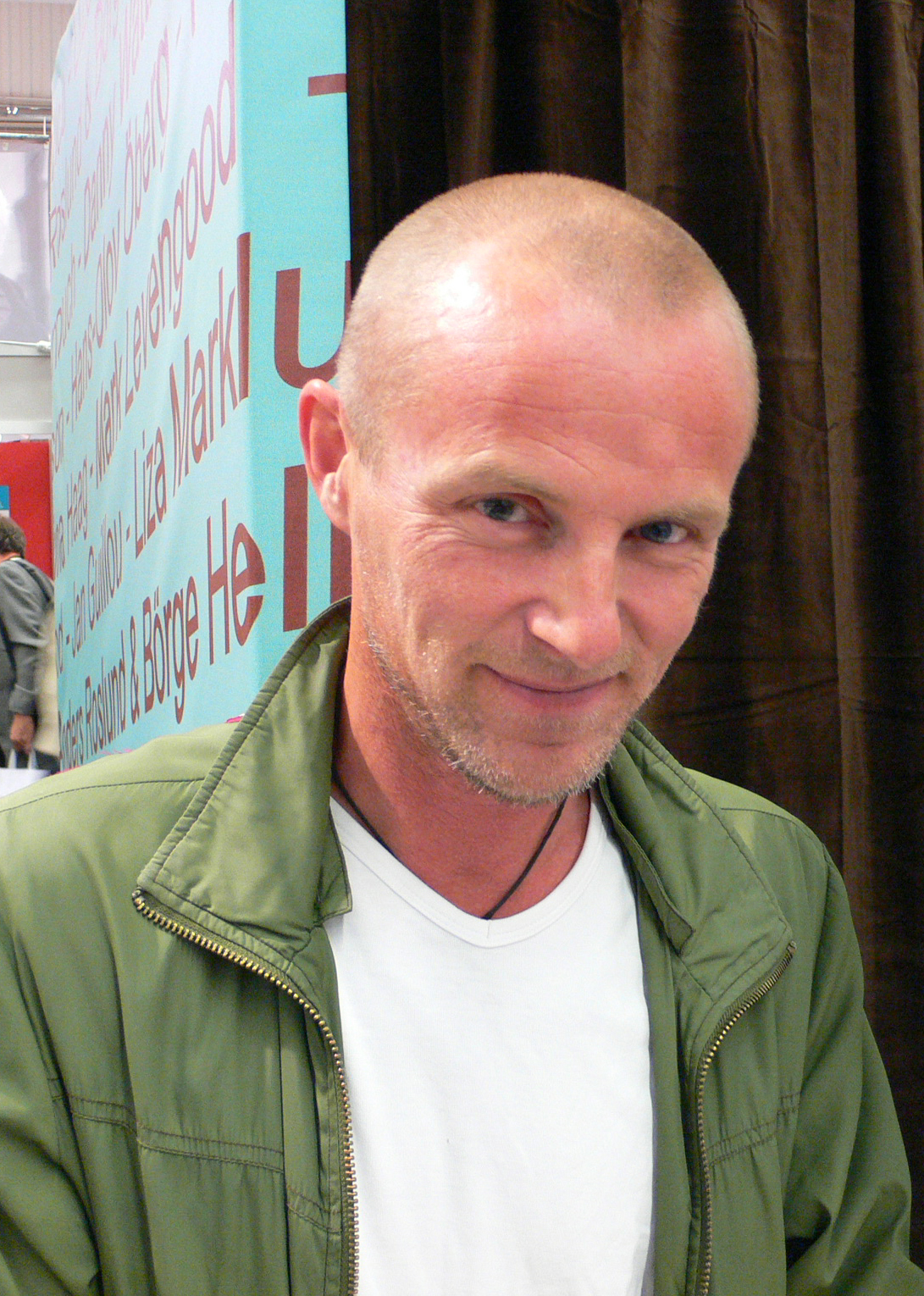
Jo Nesbø, författare och musiker.

NHHs alumner håller flertal viktiga poster i näringslivet och politiken i Norge. Eldar Sætre är CEO av Equinor, Norges största företag och det största offshore olje-bolaget i världen. Jon Fredrik Baksaas är CEO av Telenor, Norges näst största företag och en av världens största mobiloperatörer. Siv Jensen är Norges finansminister och Yngve Slyngstad är CEO av Norges Bank Investment Management (NBIM).

### Akademiker
- Finn E. Kydland, mottagare av Sveriges Riksbanks pris i ekonomisk vetenskap till Alfred Nobels minne, 2004.
- Edward C. Prescott, mottagare av Sveriges Riksbanks pris i ekonomisk vetenskap till Alfred Nobels minne 2004.
- Jan Mossin, medgrundare av capital asset pricing model (CAPM)
- Victor D. Norman, f.d. arbetsmarknadsminister, nationalekonom och politiker.
- Agnar Sandmo, nationalekonom.
- Tore Ellingsen, nationalekonom.
- Karl H. Borch, nationalekonom.

### Näringsliv
- Jon Fredrik Baksaas, f.d. CEO Telenor
- Eldar Sætre, CEO Statoil
- Inge K. Hansen, f.d. CEO Statoil
- Idar Kreutzer, CEO Storebrand
- Jannik Lindbæk, senior vice president, Aker Solutions
- Helge Lund, f.d. CEO Statoil, CEO BG Group
- Dag J. Opedal, f.d. CEO Orkla
- Svein Aaser, f.d. CEO DnB NOR
- Jens Ulltveit-Moe, entreprenör & företagsledare
- Olav Fjell f.d. CEO Statoil, CEO Hurtigruten Group
- Ole Enger, president och CEO REC
- Paul-Christian Rieber, CEO GC Rieber f.d. President NHO
- Peter Lorange, president av GSBA Zurich
- Tom Colbjørnsen, president av BI Norwegian Business School
- Yngve Slyngstad, CEO Norges Bank Investment Management (NBIM)
- Svein Støle, styrelsemedlem Pareto Group
- Fredrik Halvorsen, CEO Seadrill
- Bjørn M. Wiggen, president och CEO Orkla
- Alf C. Thorkildsen, president och CEO Seadrill
- Arne Fredly, investerare.
- Gregor Kummen, f.d. CFO av Adelsten
- Martin Skancke, investerare och finansexpert.

### Politik
- Siv Jensen, politiker, och Norge's finansminister.
- Knut Vollebæk, f.d. Norges utrikesminister och USA:s ambassadör.
- Kristin Krohn Devold, f.d. försvarsminister.
- Kristin Clemet, f.d. utbildningsminister.
- Knut Arild Hareide, f.d. miljöminister.
- Hallvard Bakke, f.d. handels- och sjöfartsminister.
- Heikki Holmås, f.d. utvecklings- och biståndsminister.

### Andra
- Agnar Mykle, författare
- Jo Nesbø, Musiker och författare